# Buzzoven
I Buzzoven (spesso scritto Buzzov•en) sono un gruppo sludge metal statunitense formatosi nel 1989 a Wilmington e scioltosi nel 2001.
Tra il 1989 e il 2001 hanno inciso tre album studio, di cui il secondo Sore è stato pubblicato da Roadrunner Records. Nonostante questo sono sempre rimasti una band di culto, nota soprattutto per la violenza delle sue esibizioni live. Nel 2010 si sono riuniti con la formazione del disco ...At a Loss per un tour negli Stati Uniti e hanno pubblicato la raccolta Violence from the Fault.

## Formazione

### Ultima formazione
- Kirk Fisher aka "Reverend Dirtkicker" - voce, chitarra
- Dave Collins aka "Dixie" - basso, voce d'accompagnamento
- Ramzi aka "Simple Man" - batteria

### Ex componenti
- Scott Majors - batteria
- Ashley Williamson - batteria
- Brian Hill - basso
- Troy Medlin - voce
- Buddy Apostolis - chitarra
- Dennis Wooland - chitarra
- Johnny Brito - chitarra
- Craig Baker - chitarra

## Discografia

### Album in studio
- 1993 - To a Frown
- 1994 - Sore
- 1998 - …At a Loss
- 2007 - Revelation: Sick Again

### Raccolte
- 2005 - Welcome to Violence
- 2010 - Violence from the Fault

### EP
- 1992 - Hate Box
- 1992 - Wound
- 1994 - Unwilling to Explain
- 1994 - Paintime Grit
- 1997 - The Gospel According... II

### Split
- 1994 - God and Texas/Buzzoven
- 1996 - Buzzoven/Sourvein
- 1997 - Whiskey Fit

### Singoli
- 1997 - Useless

### Demo
- 1991 - Buttrash